# Deltaria brachyblastophora
Deltaria brachyblastophora är en tibastväxtart som beskrevs av Van Steenis. Deltaria brachyblastophora ingår i släktet Deltaria och familjen tibastväxter. Inga underarter finns listade i Catalogue of Life.